# Jazz Olot
Jazz Olot és un cicle de concerts que té lloc anualment a la capital garrotxina. És organitzat conjuntament per l'Institut de Cultura d'Olot i la Sala Jamboree de Barcelona, juntament amb la productora Mas i Mas. Va néixer el 2014 amb l'objectiu d'oferir concerts de jazz de qualitat d'una forma regular durant tot l'any a la ciutat. Els concerts tenen lloc a la sala El Torín.
Entre d'altres, hi han participat artistes com Andrea Motis i Joan Chamorro, Greg Piccolo, Ray Gelato, la Barcelona Big Blues Band, Jordi Rossy New Quintet amb Mark Turner, Peter Bernstein, Doug Weiss, Al Foster, Tricia Evy, Carla Cook o Myriam Swanson.